# Les Poisons, ou Histoire mondiale de l'empoisonnement
Pour plus de détails, voir Fiche technique et Distribution.
Les Poisons, ou Histoire mondiale de l'empoisonnement (Яды, или Всемирная история отравлений) est un film russe réalisé par Karen Chakhnazarov, sorti en 2001,.

## Synopsis
Oleg, un acteur de théâtre qui soupçonne sa femme Katia de le tromper avec le voisin de palier Arnold, rencontre un soir dans un bar un expert en poisons qui lui suggère d'empoisonner Katia.  Une première tentative échoue à la suite de l'irruption de la mère de Katia.  Oleg sauve en effet cette dernière en l'empêchant de manger un poulet empoisonné, mais son comportement offusque alors Katia et sa mère, qui quittent dès lors le domicile et partent vivre chez Arnold.
Plus tard la femme d'Arnold, Zoya, qui était absente jusqu'ici, fait son retour et chasse le trio qui repart s'installer chez Oleg.  Zoya rencontre Oleg et après quelques instants le reconnaît car il se trouve qu'elle est une grande admiratrice d'Oleg en tant qu'acteur.  Zoya et Oleg s'installent alors chez Arnold.